# 이리야촌
이리야촌(入谷村)은 1955년까지 미야기현 모토요시군의 남동부에 있던 촌이다. 현재의 미나미산리쿠정에 해당한다.

## 역사
- 1889년 4월 1일 - 정촌제 시행에 수반해 구 이리야촌 단독으로 촌제를 시행하였다.
- 1955년 3월 1일 - 시즈가와 정·도쿠라 촌과 합병해 새로운 시즈가와 정이 되었다.

## 참고문헌
- 『宮城県町村合併誌』（宮城県地方課、1958）